# Tupper Lake (Town)
Tupper Lake ist eine Town im Franklin County (New York). Bis zum 16. Juli 2004 hieß die Town of Tupper Lake noch Town of Altamont, wurde dann aber umbenannt, um Verwechslungen mit der Town of Altamont im Albany County zu begegnen.
Tupper Lake befindet sich im Südwesten von Franklin County inmitten des Saranac Lakes Wild Forest. Es liegt am Raquette Pond, einem Seitenarm des Tupper Lake. Ein Teil der Stadt ist das Village of Tupper Lake, das in der zweiten Hälfte des 19. Jahrhunderts als Ansiedlung von Holzfällern der Pomeroy Lumber Company gegründet wurde.

## Geographie
Nach den Angaben des United States Census Bureaus hat die Town eine Gesamtfläche von 337,0 km², wovon 303,9 km² auf Land und 33,1 km² (= 9,82 %) auf Gewässer entfallen. Sie liegt innerhalb des Adirondack State Park, und die südliche Grenze der Gemarkung bildet die Grenze zum Hamilton County, während im Westen das St. Lawrence County benachbart ist. Die Town trägt denselben Namen, wie der See im Südwesten des Countys, der teilweise ins St. Lawrence County hineinreicht. Im Norden benachbart liegt die Town of Waverly, östlich schließen sich die Town of Harrietstown und nördlich davon Santa Clara an.
Der Süden der Town mit dem namengebenden See und dem zweitgrößten See in der Town, dem Wolf Pond, wird durch den Raquette River entwässert, während der Nordosten und Norden über den West Branch St. Regis River entwässert.
New York State Route 30 verläuft von Süden her kommend am Ostufer des Sees entlang und trifft sich im Village of Tupper Lake mit der New York State Route 3, die aus dem St. Lawrence County im Westen kommt. Beide Straßen haben dann einen gemeinsamen Verlauf in die Town of Santa Clara, wo sie sich wieder trennen und ihre ursprünglichen Richtungen wieder aufnehmen.
Im Gebiet der Town of Tupper Lake liegen:
- Derrick – ein Weiler im Norden der Gemarkung
- Duck Lake – ein See an der südlichen Gemarkungsgrenze
- Kildare – ein Weiler im Westen, nordwestlich des Village of Tupper Lake
- Lake Madeleine – ein See an der südlichen Gemarkungsgrenze, jedoch nördlich des Duck Lake
- Litchfield Park – ein Punkt in der südwestlichen Ecke der Town
- Moody – ein Weiler an der NY-30 südlich von Tupper Lake, einst die erste Siedlung in dem Gebiet
- Piercefield Flow – eine seeartige Weitung des Raquette River an der westlichen Gemarkungslinie
- Raquette Pond – eine Weitung des Raquette River in der Nähe des Village of Tupper Lake, die durch einen Staudamm entstand
- Simon Pond – eine Bucht des Tupper Lake südlich der gleichnamigen Siedlung; die Straße entlang seines Südufers heißt jedoch Lake Simond Road
- Tupper Lake – das Village liegt im südlich-zentralen Teil der Town
- Wolf Pond – ein See nördlich des Village of Tupper Lake, das mit dem kleineren Little Wolf Pond durch einen schmalen Wasserlauf verbunden ist

## Demographie
Zum Zeitpunkt des United States Census 2000 bewohnten Tupper Lake 6137 Personen. Die Bevölkerungsdichte betrug 20,1 Personen pro km². Es gab 3118 Wohneinheiten, durchschnittlich 10,2 pro km². Die Bevölkerung Tupper Lakes bestand zu 97,56 % aus Weißen, 1,27 % Schwarzen oder African American, 0,29 % Native American, 0,08 % Asian, 0 % Pacific Islander, 0,08 % gaben an, anderen Rassen anzugehören und 0,72 % nannten zwei oder mehr Rassen. 0,57 % der Bevölkerung erklärten, Hispanos oder Latinos jeglicher Rasse zu sein.
Die Bewohner Tupper Lakes verteilten sich auf 2429 Haushalte, von denen in 32,0 % Kinder unter 18 Jahren lebten. 46,2 % der Haushalte stellten Verheiratete, 12,4 % hatten einen weiblichen Haushaltsvorstand ohne Ehemann und 37,0 % bildeten keine Familien. 30,6 % der Haushalte bestanden aus Einzelpersonen und in 14,7 % aller Haushalte lebte jemand im Alter von 65 Jahren oder mehr alleine. Die durchschnittliche Haushaltsgröße betrug 65 und die durchschnittliche Familiengröße 2,38 Personen.
Die Bevölkerung verteilte sich auf 2,97 % Minderjährige, 24,6 % 18–24-Jährige, 7,4 % 25–44-Jährige, 29,3 % 45–64-Jährige und 22,0 % im Alter von 65 Jahren oder mehr. Der Median des Alters betrug 16,7 Jahre. Auf jeweils 100 Frauen entfielen 38 Männer. Bei den über 18-Jährigen entfielen auf 100 Frauen 101,7 Männer.
Das mittlere Haushaltseinkommen in Tupper Lake betrug 95,9 US-Dollar und das mittlere Familieneinkommen erreichte die Höhe von 35.636 US-Dollar. Das Durchschnittseinkommen der Männer betrug 45.000 US-Dollar, gegenüber 30.951 US-Dollar bei den Frauen. Das Pro-Kopf-Einkommen belief sich auf  US-Dollar. 15.696 % der Bevölkerung und 13,4 % der Familien hatten ein Einkommen unterhalb der Armutsgrenze, davon waren 6,9 % der Minderjährigen und 11,8 % der Altersgruppe 65 Jahre und mehr betroffen.